# 狐山古墳 (堺市)
狐山古墳（きつねやまこふん）は、大阪府堺市堺区大仙中町にある古墳である。百舌鳥古墳群を構成する古墳の1つで、宮内庁により大仙陵古墳（仁徳天皇陵の陵墓に治定）の陪塚に治定されている。

## 概要
大仙陵古墳の南西隅の外濠から約30メートルの距離の大仙公園内にある。墳丘は宮内庁により大仙陵古墳の陪塚として管理されており、立ち入りが禁止されている。これまでのところ宮内庁での調査は実施されていない。最大長さ23メートル程度の不安定な平面形であり、墳丘の高さは2〜3メートル程度である。大仙公園が造営されるまでは、大阪府立大学農学部の敷地内であった。大阪府道197号線から堺市立中央図書館へ向かう「まなびの道」に西接し、大仙公園を抜けて同図書館へ向かう「狸小路」と呼ばれる小径に南接する。
2009年（平成21年）の冬に、初めて墳丘周りで発掘調査が行われた。その結果、墳丘の規模が直径30ｍ、周囲には幅5ｍ程の濠があり、墳丘の高さは、濠底から約５ｍあることが判明した。濠から葺石や、埴輪、須恵器などが出土したことにより、墳丘に埴輪が並べられ、斜面には石が葺かれていたと考えられる。また濠の底から中世の土器の瓦器が出土していることから、13世紀以降に濠に溜まった土砂をさらった考えられる。埋葬施設や副葬品などは判明していないが、出土した埴輪などから、5世紀後半に築かれたと考えられる。大仙古墳の南側には孫太夫山古墳や収塚古墳、竜佐山古墳などの帆立貝塚前方後円墳が次々と築かれる中で、本古墳のような円墳も築かれていることから、その位置づけが注目されているが、墳丘の形や濠断面の特徴から、本古墳が方墳の可能性も考えられる。

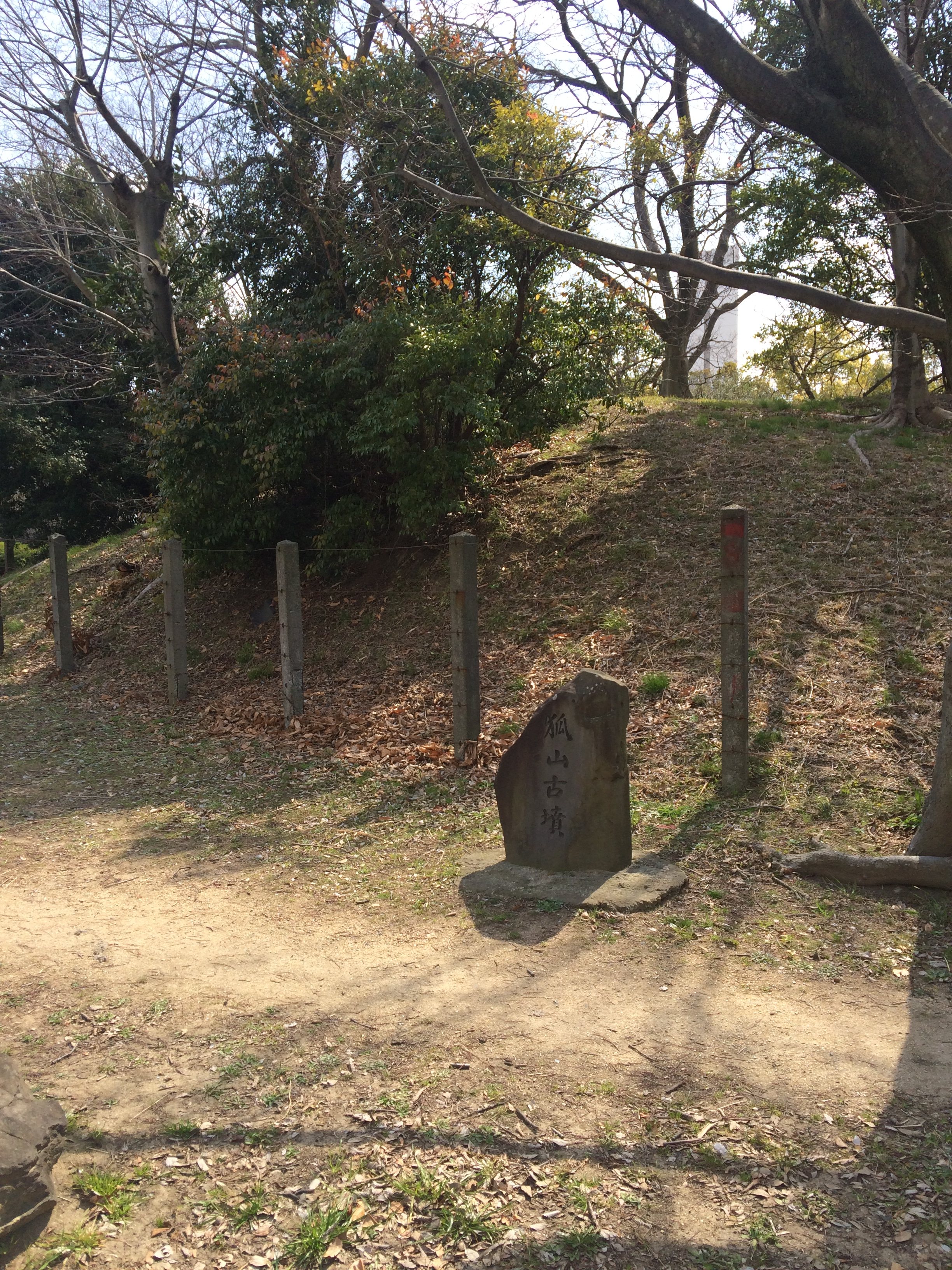
府道から見た狐山古墳

## 調査概要
『堺市史』によると、1930年（昭和5年）ごろは「環隍の址は北側に完全な空地として存せられ一部は堀溜となってゐ」た。
1998年（平成10年）10月5日に墳丘の西側において範囲確認調査が実施され、若干の円筒埴輪片が出土した。
2008年（平成20年）6月9日から9月30日にかけて地中レーダー探査が行われ、古墳と関連する遺構の状況等、地盤の現状が探査された。現在の墳丘から4〜7メートル程度外側の位置において、反射面の落ち込みが検出され、周濠の可能性があることが判明した。しかし、同調査では方墳・円墳のいずれかであるか判別が不能だった。
2009年（平成21年）度には掘削調査が行われ、墳丘の西・南・東で濠を検出したことから、円墳であることがほぼ確実となった。また、規模的には大仙陵古墳周辺に位置する古墳としては、一本松塚古墳に並ぶ小型の円墳であるとされた。出土した円筒埴輪より、築造時期は大仙陵古墳より四半世紀近く遅れ、5世紀第3四半期でも新しい時期と位置づけることができた。なお、同調査で、濠から5世紀前半、5世紀後葉以降の須恵器が豊富に出土した。

## 伝説
大仙陵古墳の墓守が、猟師の流れ弾に当たった狐を助けた。ある日、墓守が墓を掘り返していた泥棒と取っ組み合いになり、濠へ投げ込まれてしまった。水の中で死にそうになった墓守を何者かが陸へ引き上げてくれた。明くる朝、濠の中を見てみると一匹の小さなキツネが死んでいた。墓守は受けた恩を忘れなかったキツネをねんごろに葬った。